# یانگ هه جی
یانگ هه جی (کره‌ای: 양혜지؛ زادهٔ ۲۰ ژانویه ۱۹۹۶) بازیگر اهل کره جنوبی است. او بیشتر به خاطر ایفای نقش در مجموعه‌های تلویزیونی مانند لایو آن، با وجود اینکه می‌دانم و وقتی هوا خوبه شناخته می‌شود.

## اوایل زندگی و تحصیلات
او همچنین دارای نسبت خانوادگی با بازیگر آن نه سانگ است، که دایی وی از سمت خانوادهٔ مادری است.

## فیلم‌شناسی

### مجموعه تلویزیونی
| سال  | عنوان                                             | نقش         | منابع  |
| ---- | ------------------------------------------------- | ----------- | ------ |
| ۲۰۱۶ | Secret Crushes: فصل ۲                             | یانگ هه جی  | [ ۶ ]  |
| ۲۰۱۷ | Secret Crushes: فصل ۳                             | یانگ هه جی  | [ ۷ ]  |
| ۲۰۱۷ | Secret Crushes: نسخهٔ ویژه                         | یانگ هه جی  | [ ۸ ]  |
| ۲۰۱۷ | دراما استیج فصل ۱: The History of Walking Upright | جا یون      | [ ۹ ]  |
| ۲۰۱۸ | پسر ثروتمند                                       | سو هی       | [ ۱۰ ] |
| ۲۰۱۸ | هم‌اتاقی عزیزم                                     | سون یونگ    | [ ۱۱ ] |
| ۲۰۱۹ | شکست در عشق                                       | لی شی وون   | [ ۱۲ ] |
| ۲۰۱۹ | مسئلهٔ بزرگ                                        | مون بو یونگ | [ ۱۳ ] |
| ۲۰۲۰ | وقتی هوا خوبه                                     | جی اون شیل  | [ ۱۴ ] |
| ۲۰۲۰ | پخش زنده                                          | جی سو هیون  | [ ۱۵ ] |
| ۲۰۲۱ | با وجود اینکه می‌دانم                              | اوه بیت نا  | [ ۱۶ ] |
| ۲۰۲۴ | پاک‌کن خاطرهٔ بد                                    | لی چا ریم   | [ ۱۷ ] |

### فیلم
| سال  | عنوان | نقش      | منابع  |
| ---- | ----- | -------- | ------ |
| ۲۰۲۱ | این‌سا | اون جونگ | [ ۱۸ ] |

### موزیک ویدئو
| سال  | عنوان                                   | هنرمند       | منابع  |
| ---- | --------------------------------------- | ------------ | ------ |
| ۲۰۲۰ | «امروز سلام به تو» (Hello to you today) | لیم هان بیول | [ ۱۹ ] |

## جوایز و نامزدی‌ها
| سال  | مراسم جایزه                           | دسته                              | نامزد / اثر | نتیجه | منابع  |
| ---- | ------------------------------------- | --------------------------------- | ----------- | ----- | ------ |
| ۲۰۱۸ | بیست و ششمین جوایز فرهنگ و سرگرمی کره | بهترین بازیگر زن تازه‌کار در دراما | یانگ هه جی  | برنده | [ ۲۰ ] |